# Zákonyi Sándor
Zákonyi Sándor (Budapest, 1915. március 17. – Budapest, 1981. augusztus 23.) magyar színész, filmrendező, rendezőasszisztens, vágó.

## Élete
Színészként kezdte a pályáját, majd áttért a filmszakmába. Sokáig segédrendező volt, majd vágó lett, 1944-ben egy rendezési lehetőséghez is jutott (Éjféli keringő). 1945 után még két ízben rendezőasszisztens, valójában mint vágót alkalmazták a korszak nagy filmjeihez. 1973-ig mintegy 50 filmnél volt vágó. 1945-től a Magyar Filmszakszervezet alapító elnöke. Ennek nyomán ragadt rá örökös megszólítása és beceneve az, "Elnök". A második világháború folyamán egy antifasiszta ellenállási sejt tagjaként Josef von Ferenczy és Sipos László mellett számos halálra ítélt zsidó személyt mentett meg a biztos haláltól.

## Családja
Zákonyi Alajos magánhivatalnok és Vuk Julianna (1888–1966) fia. Testvérei: Zákonyi Rudolf (1925–1977) televíziós rendező, vágó és Zákonyi Margit (1910–1990). Sógora: Somló Endre filmrendező.
Unokaöccse: Zákonyi Sándor Tamás, a MAFILM igazgatója (2017-ig).

## Munkái

### Filmszerepei
- Megvédtem egy asszonyt (1938) – fiatal vendég a sörözőben
- Papucshős (1938) – Menyus barátja / statiszta az Apostolokban
- Toprini nász (1938) – huszártiszt
- A fekete város (1970, TV sorozat) – nemes úr a görgői megyegyűlésen
- Sólyom a sasfészekben (1972, TV sorozat) – emigráns tiszt

### Rendezőasszisztens
- Gentryfészek (1941)
- A régi nyár (1942)
- Alkalom (1941, Sipos Lászlóval)
- Álomkeringő (1942)
- Gazdátlan asszony (1944)
- Könnyű múzsa (1947)
- Beszterce ostroma (1948)
- Talpalatnyi föld (1948)

### Rendező
- Éjféli keringő (1944)
- Pfúj bíró (1957, rövidfilm)

### Író
- Pfúj bíró (1957, rövidfilm)

### Vágó
- Álomkeringő (1942)
- Fehér vonat (1943)
- A tanítónő (1945)
- Beszterce ostroma (1948)
- Egy asszony elindul (1948)
- Janika (1949)
- Ludas Matyi (1949)
- Mágnás Miska (1949)
- Dalolva szép az élet (1950)
- Civil a pályán (1951)
- Állami Áruház (1952)
- Erkel (1952)
- Csapj az asztalra (1953, rövidfilm)
- Rákóczi hadnagya (1953)
- 2×2 néha 5 (1954)
- Az élet hídja (1955)
- Gázolás (1955)
- A csodacsatár (1956)
- Ünnepi vacsora (1956)
- Két vallomás (1957)
- Fekete szem éjszakája (1958)
- Felfelé a lejtőn (1958)
- Micsoda éjszaka (1958)
- A megfelelő ember (1959)
- Gyalog a mennyországba (1959)
- Alázatosan jelentem (1960)
- Fűre lépni szabad (1960)
- Megöltek egy leányt (1961)
- Napfény a jégen (1961)
- Négyen az árban (1961)
- Angyalok földje (1962)
- Lopott boldogság (1962)
- Mici néni két élete (1962)
- Bálvány (1963)
- Álmodozások kora (1964)
- Kár a benzinért (1964)
- Már nem olyan időket élünk (1964)
- Másfél millió (1964)
- Rab Ráby (1964)
- Fény a redőny mögött (1965)
- Iszony (1965)
- Muzsikus Péter kalandja (1966, TV film)
- Nem szoktam hazudni (1966)
- Othello Gyulaházán (1966, TV film)
- A kártyavár (1967)
- A koppányi aga testamentuma (1967)
- Budapesten harcoltak (1967, TV sorozat)
- Máglyák Firenzében (1967, TV film)
- Mondd a neved (1967, TV film)
- Nem várok holnapig... (1967)
- A veréb is madár (1968)
- Alfa Rómeó és Júlia (1968)
- Csodálatos mandarin (1968, TV film)
- Feldobott kő (1968)
- Irány Mexikó! (1968, TV film)
- Legenda a páncélvonatról (1968, TV film)
- Sárga rózsa (1968, TV film)
- Az ember tragédiája (1969, TV film)
- Kéktiszta szerelem (1969, TV film)
- Só Mihály kalandjai (1969)
- A döntés (1970, TV film)
- Danaida (1970, TV film)
- Igéző (1970)
- Őrjárat az égen (1970, TV sorozat)
- Vargabetű (1970, TV film)
- A fekete város (1971)
- Csárdáskirálynő (1971)
- Jó estét nyár, jó estét szerelem (1971, TV film)
- Öt férfi komoly szándékkal (1971, TV film)
- Rózsa Sándor (1971, TV sorozat)
- Az 1001. kilométer (1972, TV film)
- Burok (1972, TV film)
- Világló éjszaka (1972, TV film)
- Sólyom a sasfészekben (1973, TV sorozat)
- A törökfejes kopja (1973)
- Az aranyborjú (1973, TV film)
- Hét tonna dollár (1973)
- Irgalom (1973, TV sorozat)
- Cserepes Margit házassága (1974, TV film)
- Felelet (1975, TV sorozat)
- Trisztán (1975, TV film)